# Revue de Servion
La revue de Servion est une revue humoristique présentée chaque année au Théâtre Barnabé dans le village vaudois de Servion, en Suisse.

## Histoire
C'est en 1967 que Jean-Claude Pasche, alias Barnabé, lance la première revue dans le cabaret qu'il a ouvert quelques années plus tôt à Servion. Il reprend alors un concept développé par Jacques Béranger au Théâtre municipal de Lausanne dès 1936. Tout d'abord présenté dans une grange attenante à l'auberge familiale, le spectacle déménage en 1980 dans une nouvelle salle de 500 places.
La revue, listée comme tradition vivante du canton de Vaud a servi de tremplin pour plusieurs artistes romands, parmi lesquels Bernard Haller et Marie-Thérèse Porchet. Elle se tient chaque année de novembre à décembre.